# Agrilus gillespiensis
Agrilus gillespiensis är en skalbaggsart som beskrevs av Knull 1947. Agrilus gillespiensis ingår i släktet Agrilus och familjen praktbaggar. Inga underarter finns listade i Catalogue of Life.